# کارولین هریسون
 کارولین هریسون (انگلیسی: Caroline Harrison؛ ۱ اکتبر ۱۸۳۲ – ۲۵ اکتبر ۱۸۹۲) یک سیاست‌مدار اهل ایالات متحده آمریکا بود. وی بین سال‌های ۱۸۸۹ تا ۱۸۹۲ عهده‌دار سمت بانوی اول ایالات متحده بوده‌است.